# Eubazus obtusus
Eubazus obtusus är en stekelart som först beskrevs av Snoflak 1953.  Eubazus obtusus ingår i släktet Eubazus och familjen bracksteklar. Inga underarter finns listade i Catalogue of Life.